# 虞逸峯
虞逸峯（Dennis Yu）（1980年11月14日—），又名虞逸峰，香港藝人，曾任香港有線電視有線娛樂新聞台主播、now TV及ViuTV主持人。中學就讀喇沙書院，大學就讀美國柏克萊加州大學商科。

## 演出

### 電視節目

#### HOY TV
- 2024年：《臥底服務團》

#### ViuTV
- 2016年：《理想職業》
- 2016年：《十五分鐘熱度》
- 2016年：《Interviu》
- 2016年：《學嘢》（挑戰者）
- 2016年：《+886MM》（客串主持）
- 2016年：《的士Go》
- 2016年：《Come On Baby》
- 2016年：《Talk啦！青年人》
- 2017年：《大學 Secrets》
- 2018年：《Close噏》
- 2018年：《金像獎新鮮人》
- 2018年：《Good Night Show 全民星戰》（參賽者）
- 2020年：《鼠年行運要點相》（第2集嘉賓）
- 2020年：《今日疫情》
- 2020年：《點相 III 先機算》（現場觀眾）
- 2020年：《今晚趁熱食》（主持，第61集起加入）
- 2020年：《No Kidding! 童你設計 大師對談》
- 2020年：《Talk星Day》
- 2021年：《ViuTV 5周年：繼續向前》
- 2021年：《ViuTV 2022》主持
- 2022年：《今日疫情》（第二季）

#### 港台電視
- 2020年：《上網問功課 同行抗疫》

#### now TV
- 《102觀星總部》

#### 香港有線電視
- 《美味關係》

### 電視劇
- 2016年：《三一如三》 飾演 時空旅人（第23集）
- 2019年：《Reboot》 飾演 後生陳可風
- 2019年：《娛樂風雲》 飾演 司儀（第36集）
- 2022年：《冥冥之中》
- 2022年：《繩角》
- 2024年：《飛黃騰達》飾演 Peter